# Jennifer Nicks
Jennifer Mary Wisden Nicks, po mężu Sturrock (ur. 13 kwietnia 1932 w Brighton, zm. 21 sierpnia 1980 w Delta) – brytyjska łyżwiarka figurowa, startująca w parach sportowych z bratem Johnem Nicksem. Dwukrotna uczestniczka igrzysk olimpijskich (1948, 1952), mistrzyni (1953) oraz wicemistrzyni świata (1950), mistrzyni (1953) oraz wicemistrzyni Europy (1952), sześciokrotna mistrzyni Wielkiej Brytanii (1948–1953).
Jej rodzice byli sportowcami pochodzącymi z hrabstwa Sussex, zaś Nicks i jej brat byli pra-pra siostrzenicą i bratankiem krykiecisty Johna Wisdena.

## Osiągnięcia
Z Johnem Nicksem
| Zawody                        | 1947           | 1948           | 1949           | 1950           | 1951           | 1952           | 1953           |                |                |                |                |                |                |                |                |                |                |
| Międzynarodowe                | Międzynarodowe | Międzynarodowe | Międzynarodowe | Międzynarodowe | Międzynarodowe | Międzynarodowe | Międzynarodowe | Międzynarodowe | Międzynarodowe | Międzynarodowe | Międzynarodowe | Międzynarodowe | Międzynarodowe | Międzynarodowe | Międzynarodowe | Międzynarodowe | Międzynarodowe |
| ----------------------------- | -------------- | -------------- | -------------- | -------------- | -------------- | -------------- | -------------- | -------------- | -------------- | -------------- | -------------- | -------------- | -------------- | -------------- | -------------- | -------------- | -------------- |
| Zimowe igrzyska olimpijskie   |                | 8              |                |                |                | 4              |                |                |                |                |                |                |                |                |                |                |                |
| Mistrzostwa świata            |                | 8              | 6              | 2              | 3              | 3              | 1              |                |                |                |                |                |                |                |                |                |                |
| Mistrzostwa Europy            | 6              | 5              | 6              | 3              | 3              | 2              | 1              |                |                |                |                |                |                |                |                |                |                |
| Krajowe                       |                |                |                |                |                |                |                |                |                |                |                |                |                |                |                |                |                |
| Mistrzostwa Wielkiej Brytanii |                | 1              | 1              | 1              | 1              | 1              | 1              |                |                |                |                |                |                |                |                |                |                |